# Mistrovství Evropy v judu 2021
Mistrovství Evropy ve váhových kategoriích v judu v roce 2021 proběhlo v Lisabonu v Altice Areně ve dnech 16. až 18. dubna 2021.

## Informace a program turnaje
- seznam účastníků

- PÁ – 16. 4. 2021 – superlehká váha (−60 kg, −48 kg), pololehká váha (−66 kg, −52 kg), lehká váha −57 kg)
- SO – 17. 4. 2021 – lehká váha (–73 kg), polostřední váha (−81 kg, −63 kg), střední váha (−70 kg)
- NE – 18. 4. 2021 – střední váha (−90 kg), polotěžká váha (−100 kg, −78 kg), těžká (+100 kg, +78 kg)

## Výsledky – váhové kategorie

### Muži
| Kategorie | Podrobně | Zlato                    | Stříbro                    | Bronz                   | Bronz                   |
| --------- | -------- | ------------------------ | -------------------------- | ----------------------- | ----------------------- |
| −60 kg    | podrobně | Francisco Garrigós (ESP) | Luka Mcheidze (FRA)        | Jago Abuladze (RUS)     | Karamat Husejnov (AZE)  |
| −66 kg    | podrobně | Manuel Lombardo (ITA)    | Važa Margvelašvili (GEO)   | João Crisóstomo (POR)   | Alberto Gaitero (ESP)   |
| −73 kg    | podrobně | Akil Gjakova (KOS)       | Tóhar Butbul (ISR)         | Musa Moguškov (RUS)     | Nils Stup (SUI)         |
| −81 kg    | podrobně | Vedat Albayrak (TUR)     | Matthias Casse (BEL)       | Sagi Muki (ISR)         | Christian Parlati (ITA) |
| −90 kg    | podrobně | Laša Bekauri (GEO)       | Beka Gvinyjašvili (GEO)    | Michail Igolnikov (RUS) | Krisztián Tóth (HUN)    |
| −100 kg   | podrobně | Toma Nikiforov (BEL)     | Varlam Lipartelijani (GEO) | Alexandre Iddir (FRA)   | Zelim Kocojev (AZE)     |
| +100 kg   | podrobně | Inal Tasojev (RUS)       | Henk Grol (NED)            | Guram Tušišvili (GEO)   | Lukáš Krpálek (CZE)     |

### Ženy
| Kategorie | Podrobně | Zlato                     | Stříbro                   | Bronz                          | Bronz                    |
| --------- | -------- | ------------------------- | ------------------------- | ------------------------------ | ------------------------ |
| −48 kg    | podrobně | Distria Krasniqiová (KOS) | Darija Bilodidová (UKR)   | Mélanie Clémentová (FRA)       | Sabina Giljazovová (RUS) |
| −52 kg    | podrobně | Amandine Buchardová (FRA) | Odette Giuffridaová (ITA) | Géfen Primová (ISR)            | Réka Puppová (HUN)       |
| −57 kg    | podrobně | Telma Monteirová (POR)    | Kaja Kajzerová (SLO)      | Sarah-Léonie Cysiqueová (FRA)  | Nora Gjakovaová (KOS)    |
| −63 kg    | podrobně | Tina Trstenjaková (SLO)   | Darija Davydovová (RUS)   | Andreja Leškiová (SLO)         | Sanne Vermeerová (NED)   |
| −70 kg    | podrobně | Sanne van Dijkeová (NED)  | Margaux Pinotová (FRA)    | Madina Tajmazovová (RUS)       | Bárbara Timová (POR)     |
| −78 kg    | podrobně | Beata Pacutová (POL)      | Guusje Steenhuisová (NED) | Fanny-Estelle Posviteová (FRA) | Bernadette Grafová (AUT) |
| +78 kg    | podrobně | Kayra Sayitová (TUR)      | Léa Fontaineová (FRA)     | Maryna Slucká (BLR)            | Rochele Nunesová (POR)   |